# Teoria de la gran unificació
Una teoria de gran unificació (TGU, o GUT per Grand Unification Theory) és una teoria que unifica tres de les quatre forces fonamentals en la natura: la força nuclear dèbil, la força nuclear forta i la força electromagnètica. La força de la gravetat no és considerada en la teoria de gran unificació, però sí en una eventual teoria del tot, que consideraria les quatre interaccions fonamentals. Teories supersimètriques prediuen una forma "menor" d'unificació de les constants d'acoblament de les tres forces de gauge del model estàndard, a l'escala de GUT a energies al voltant de 10¹⁶ GeV.

## Introducció
Com a exemples d'"unificació", es troben la demostració, per part de Newton, que la força que manté els planetes girant al voltant del Sol i la força que ens manté enganxats a la superfície de la Terra és la mateixa. També Maxwell portà a terme la unificació dels camps elèctrics i magnètics, considerats fenòmens separats i diferents fins llavors.
Steven Weinberg i Abdus Salam elaboraren entre 1967 i 1968 una teoria relativista del camp quàntic, que permetia expressar les interaccions electromagnètiques i dèbils de manera unificada (interacció electrofeble) i va preveure fets que més tard foren comprovats experimentalment. Posteriorment, Howard Georgi i Sheldon Lee Glashow desenvoluparen una nova teoria que aportava noves característiques i corregia alguns errors i omissions de la teoria anterior. Aquesta nova teoria, però, preveia el deteriorament del protó. Això va donar lloc a una sèrie d'experiments per detectar aquest efecte, però el temps de vida d'un protó és massa extens (1031 anys), de manera que no és possible observar la partícula durant suficient temps per a presenciar-ne la descomposició. Com a alternativa a observar un sol protó durant aquest període, s'optà per observar una quantitat suficient de protons. Aquests experiments permeteren observar el deteriorament d'un protó, que fou visualitzat com un centelleig en una sèrie de fotosensors.

## Formulació matemàtica
El model estàndard de la física de partícules és una teoria de camp de gauge que descriu fermions elementals (leptons i quarks) en interacció mútua mitjançant una sèrie de camps de Yang-Mills de bosons intermediaris. Donat que el model electrofeble està basat en una teoria de gauge amb un grup gauge de simetria SU(2)×U(1) i la cromodinàmica quàntica està basada en una teoria de grup gauge SU(3), els físics han trobat prometedor descriure totes les interaccions del model estàndard, SU(3)×SU(2)×U(1), mitjançant una teoria de gauge amb un grup de simetria que tingui com a subgrups els grups gauge esmentats.
Dos exemples típics de GUT són el model de Pati-Salam, basat en SU(4) × SU(2) × SU(2), i el de Georgi-Glashow, basat en SU(5). Tots dos són subgrups del grup d'unificació SO(10). La diferència rau en la manera com la simetria SO(10) es trenca generant diferents partícules que poden, o no, ser importants a escales d'energia baixes accessible pels experiments actuals. La diferència més important està en l'origen de la hipercàrrega feble. El model SU(5) per si mateix no té simetria esquerra-dreta (encara que podria existir una unificació més gran de la qual el model seria un subgrup) i la hipercàrrega feble es tracta separadament de la càrrega de color. En el model de Pati-Salam, part de la hipercàrrega feble (sovint anomenada O(1)B-L) està unificada amb la càrrega de color al grup SU(4) de color, mentre que l'altra part ho està dins SU(2)R. Quan aquests dos grups es trenquen, les dues parts s'unifiquen en la hipercàrrega feble habitual O(1)Y.

## Teories proposades

### Model de Pati-Salam, SU(4) × SU(2) × SU(2)
Article principal: Model de Pati-Salam

### Model de Georgi-Glashow, SU(5)
Article principal: Model de Georgi-Glashow

### SO(10)
El primer grup de Lie simple que conté el model estàndard és
{\displaystyle SO(10)\supset SU(5)\supset SU(3)\times SU(2)\times U(1)}.
Es tracta del grup més senzill que aconsegueix la unificació de totes les partícules de matèria, incloent-hi els neutrins.

## Unificació dels acoblaments de gauge
Extensions supersimètriques del model estàndard tenen la característica interessant que les evolucions en funció de l'energia de les constants d'acoblament de la interacció electromagnètica, feble i forta, es creuen en un mateix punt al voltant de 10¹⁶ GeV (escala de GUT). Cal remarcar, però, que la unificació dels acoblaments no és en principi equivalent a una teoria GUT que unifica, al mateix temps, totes les partícules sota un mateix grup de simetria.